# Вікова акумуляція
Вікова́ акумуля́ція (від лат. accumulatio — збирання, накопичення) — зосередження в окремих вікових групах, частіше всього які закінчуються на 0 чи 5, чисельності населення, суттєво більшої, аніж в сусідніх вікових групах. У деяких народів зустрічається акумуляція і в інших вікових групах (наприклад, у групах, де вік закінчується на 8).
Така акумуляція виникає внаслідок округлення або будь-якого іншого виду систематичного викривлення віку при переписі, реєстрації актів громадянського стану, різноманітних дослідження населення тощо. Для вимірювання рівня вікової акумуляції використовуються спеціальні показники. Найбільшого розвитку набув індекс Віппла. Зміни рівня кумуляції свідчать про підвищення чи зниження достовірності обліку віку в переписах населення. Поряд з індексом Віппла широко використовується індекс М'єрса, який дозволяє оцінити ступінь акумуляції для вікових груп, які закінчуються на будь-яку цифру. Він може бути розрахований для будь-якого вікового інтервалу, де вікові групи закінчуються на однакову цифру, представлені однаковою кількістю віку. Наприклад, для інтервалу від 0 до 100 років індекс М'єрса отримують так. Сумуються чисельність населення у віковий групах, які закінчуються на одну й ту ж цифру, починаючи з 0. Кожна із сум множиться на деяку вагу (для вікових груп, що закінчуються на 0 вага — 1, що закінчуються на 1 вага — 2 і т. д. до 9). Потім також сумується чисельність населення починаючи з віку 10 років, але вага береться в оберненому порядку: для груп, де вік закінчується на 0 вага — 9, на 1 вага — 8 і т. д. Дві суми для вікових груп, що закінчуються на одну й ту ж цифру, складаються і розраховується процент кожної із отриманих величин в їхній сумі по всім 10 групам віку. Відхилення кожного проценту від 10% вказує на ступінь концентрація населення в кожній групі віку. Зведеними показниками акумуляції служить сума абсолютних величин цих відхилень. Використовується також й інші показники (індекси) — Бачи, Каррієра, Рамачандрана.
Всі показники акумуляції реагують на будь-яку деформацію вікової структури, яка може виникнути не лише під впливом викривлення віку людьми, але й по іншим причинам (коливання в числах народжених та померлих, міграції, вплив війн тощо). Для виправлення акумуляції застосовуються різноманітні методи згладжування чисельності населення по вікових групам: графічні, аналітичні, пересічні.